# Anita Schlebusch
Anita Schlebusch es una deportista sudafricana que compitió en tiro con arco, en la modalidad de arco recurvo. Ganó dos medallas en el Campeonato Mundial de Tiro con Arco al Aire Libre, bronce en 1961 y plata en 1965.

## Palmarés internacional
| Campeonato Mundial al Aire Libre | Campeonato Mundial al Aire Libre | Campeonato Mundial al Aire Libre | Campeonato Mundial al Aire Libre |
| Año                              | Lugar                            | Medalla                          | Prueba                           |
| -------------------------------- | -------------------------------- | -------------------------------- | -------------------------------- |
| 1961                             | Oslo (Noruega)                   | Medalla de bronce                | Equipo                           |
| 1965                             | Västerås (Suecia)                | Medalla de plata                 | Individual                       |